# Fragile (film)
Fragile ("Ömtålig") är en svensk dramakomedifilm från 2004 i regi av Jens Jonsson, med Anki Larsson i huvudrollen. Den utspelar sig i Kiruna och följer en kvinnlig tågreparatör som letar efter kärlek efter att hennes man övergivit henne för en yngre kvinna. Filmen gjordes för Memfis Film och är svartvit. Den tilldelades bland annat Stora novellfilmspriset och nominerades till Guldbaggen för bästa kortfilm.

## Medverkande
- Anki Larsson som Sonja
- Allan Svensson som lokföraren
- Claes Hartelius som Kenneth
- Ingar Sigvardsdotter som Yvonne
- Lakke Magnusson som ex-mannen